# UEFA Champions League 2006/07 (1/8 finale) Arsenal FC - PSV Eindhoven
Deze pagina is een subpagina van het artikel UEFA Champions League 2006/07. Hierin wordt de wedstrijd in de 1/8 finale tussen Arsenal FC en PSV Eindhoven gespeeld op 7 maart nader uitgelicht.

## Wedstrijdgegevens
| Datum                | 7 maart 2007                          | 7 maart 2007                          |
| Stadion              | Emirates Stadium, Londen              | Emirates Stadium, Londen              |
| Toeschouwers         | 60.073                                | 60.073                                |
| Scheidsrechter       | Alain Hamer LUX                       | Alain Hamer LUX                       |
| Assistenten          | Eric Castellani FRA Francis Crelo LUX | Eric Castellani FRA Francis Crelo LUX |
| Vierde man           | Fredy Fautrel FRA                     | Fredy Fautrel FRA                     |
| Man van de wedstrijd | Alex (PSV Eindhoven)                  | Alex (PSV Eindhoven)                  |
|                      | Arsenal FC                            | PSV Eindhoven                         |
| Doelpunten           | 1                                     | 1                                     |
| Gele kaarten         | 1                                     | 1                                     |
| Rode kaarten         | 0                                     | 0                                     |
| Wissels              | 3                                     | 3                                     |
| Schoten op doel      | 6                                     | 1                                     |
| Schoten naast doel   | 8                                     | 5                                     |
| Overtredingen        | 18                                    | 15                                    |
| Hoekschoppen         | 7                                     | 4                                     |
| Buitenspel           | 1                                     | 9                                     |
| Strafschoppen        | 0                                     | 0                                     |
| Balbezit (tijd)      | 35 min                                | 25 min                                |
| Balbezit (%)         | 58%                                   | 42%                                   |

| Arsenal FC | 1-1            | PSV Eindhoven |
| 58' Alex (o.g.) | goals (assist) | 83' Alex |
| Arsène Wenger | coach          | Ronald Koeman |
| Jens Lehmann Cesc Fabregas Kolo Touré Fredrik Ljungberg ( 76') Júlio Baptista ( 66') William Gallas Alexandr Hleb Denilson Gilberto Gaël Clichy ( 85') Emmanuel Adebayor | Opstellingen   | Gomes Alex Timmy Simons Phillip Cocu Arouna Koné ( 41') Edison Méndez ( 92') Jason Čulina Jefferson Farfán ( 89') Csaba Fehér Carlos Salcido Sun Xiang |
| Thierry Henry ( 66') Abou Diaby ( 76') Theo Walcott ( 85') | Wissels        | Ibrahim Afellay ( 41') Eric Addo ( 89') Mika Väyrynen ( 92')                                                                                           |
| 81' Cesc Fabregas | gele kaarten   | 55' Csaba Fehér |
| | rode kaarten   | |